# Bou-Regreg
Der Bou-Regreg (arabisch أبو رقراق, DMG Abū Raqrāq; Zentralatlas-Tamazight ⴰⵙⵉⴼ ⵏ ⴱⵓⵔⴳⵔⴰⴳ Asif n Buregrag) ist ein 179 km langer Fluss in der Region Rabat-Salé-Zemmour-Zaer im Nordwesten Marokkos.

## Geographie
Der Bou-Regreg hat mehrere Quellflüsse, die allesamt in den Bergen des Mittleren Atlas in der Region westlich von Khénifra entspringen. Er mündet zwischen den Städten Rabat und Salé in den Atlantischen Ozean.
Etwa 20 km vor ihrer Mündung werden der Bou Regreg, der Oued Korifla und der Oued Grou im 1974 eingeweihten Stausee Sidi Mohammed Ben Abdallah aufgestaut, der – mit seinem Fassungsvermögen von 245 Millionen Kubikmetern – im Wesentlichen die Trinkwasserversorgung der Schwesterstädte Rabat und Salé sicherstellt.
Das Einzugsgebiet wird je nach Quelle mit Werten zwischen 10.130 und 9656 km² angegeben.

## Hydrometrie
Der durchschnittliche Abflussmenge des Bou-Regreg beträgt 23 m³/s an der Mündung. Diese konnte aber – vor dem Bau des Stausees – nach heftigen Regenfällen auf bis zu 1500 m³/s ansteigen.
Die Durchflussmenge des Bou-Regreg wurde an der Station Aguibat Zear, bei weniger als der Hälfte des Einzugsgebietes, über die Jahre 1975 bis 2018 in m³/s gemessen (Werte aus Diagramm abgelesen).

## Geschichte

### Antike
Das Mündungsgebiet des Oued Bou Regreg ist seit vorgeschichtlicher Zeit besiedelt. Es finden sich Reste eines punischen Hafens im Bereich der Chellah von Rabat. Die Römer übernahmen später diesen Platz und bauten ihn zu einer Stadt aus, deren Überreste bis heute sichtbar sind.

### Korsaren-Republik Bou-Regreg
1627 schlossen sich die beiden Städte Salé und Rabat zur unabhängigen Republik Bou-Regreg zusammen, die durch Freibeuterei und Sklavenhandel zu beträchtlichem Reichtum gelangte. Zu dieser Zeit wurde die Altstadt (Medina) von Rabat erweitert. Um 1640 geriet die Piratenrepublik in die Abhängigkeit der Dila-Bruderschaft und wurde nach deren Niederlage im Jahre 1666 von den Alawiden erobert (Näheres siehe: Piratenrepublik Bou-Regreg).

## Bezeichnung
Je nach Quelle trägt der Oberlauf des Bou-Regreg unterschiedliche Namen. In manchen Quellen entsteht es aus dem Zusammenfluss des Oued Ksiksou und des Aguennour (oder Boulahmayel), welcher als der Quellfluss angesehen wird.